# Internuncio apostólico
Internuncio apostólico era un título propio de la diplomacia pontificia que designaba al representante del papa que era enviado para ejercer el ministerio de un nuncio, embajador o legado pontificio, durante su ausencia.

## Historia
El cargo de internuncio apostólico fue creado para las ocasiones en que un nuncio debía ausentarse de su destino, por ejemplo porque dejaba el cargo y se nombraba otro nuevo.
El título cobró especial importancia en el siglo XIX cuando surgió como nombre para un representante diplomático papal de segundo rango.
Hacia 1840, existían internuncios cerca del reino de Portugal y del imperio del Brasil:
- El internuncio en Lisboa ostentaba el título de Internuncio extraordinario y delegado apostólico.
- El internuncio en Río de Janeiro ostentaba el de Internuncio apostólico y enviado extraordinario.

Su oficio y dignidad se llama internunciatura apostólica.

### Individuales
1. ↑  «Germania. Vienna, 28. ottobre». Gazzetta universale. 9 de noviembre de 1793. p. 717.
2. ↑  Annuario pontificio per l'anno.... (en italiano). 1839. p. 301. Consultado el 4 de diciembre de 2021.
3. ↑  «internunziatura in Vocabolario - Treccani». www.treccani.it (en it-IT). Consultado el 4 de diciembre de 2021.